# 道の駅上矢作ラ・フォーレ福寿の里
道の駅上矢作ラ・フォーレ福寿の里（みちのえき かみやはぎラ・フォーレふくじゅのさと）は、岐阜県恵那市にある国道257号の道の駅である。

## 概要
2019年（令和元年）5月20日より、リニューアル工事が行われていたが、同年10月10日に野外特設スペース・飲食コーナーの整備などを行い、リニューアルオープンした。

## 主な施設
- 駐車場
  - 普通車：20台
  - 大型車：8台
  - 身障者用 : 2台
- トイレ（いずれも24時間利用可能）
  - 男：大 2器、小 6器
  - 女：7器
  - 身障者用：1器
- 公衆電話
- 福寿の里モンゴル村（キャンプ場）
- 休憩所
- 食堂

## 休館日
- 毎週火曜日（12 - 3月）

## アクセス
- 国道257号（国道418号重複） - 登録路線

## 周辺
- 八方にらみの龍